# Hans-Joachim Veen

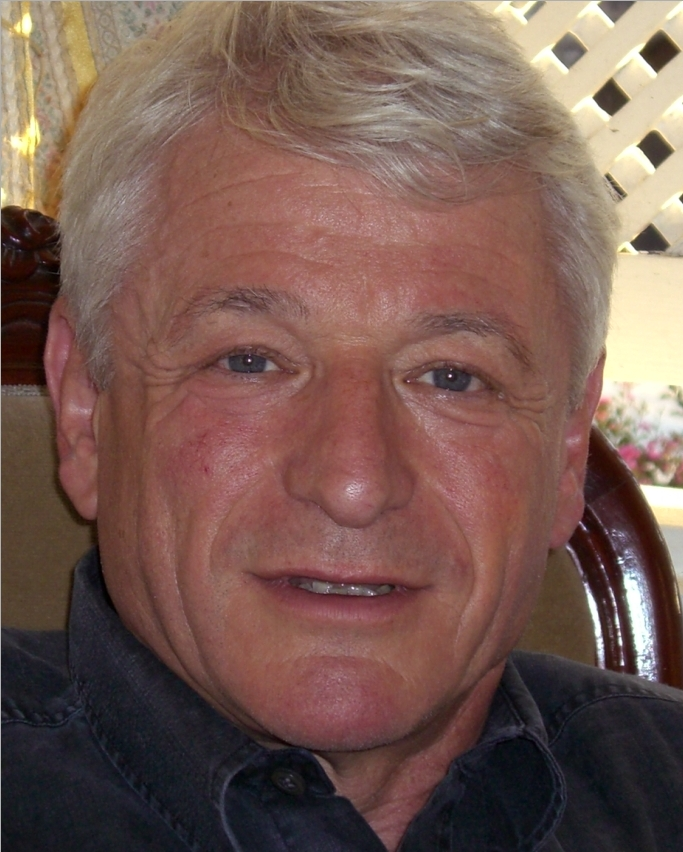
Hans-Joachim Veen (2006)

Hans-Joachim Veen (* 29. August 1944 in Straßburg) ist ein deutscher Politikwissenschaftler. Er war Leiter des Sozialwissenschaftlichen Forschungsinstituts der Konrad-Adenauer-Stiftung in Sankt Augustin, danach Gründungsvorsitzender der Stiftung Ettersberg in Weimar und ist seit 1994 Honorarprofessor an der Universität Trier.

## Leben
Hans-Joachim Veen wurde 1944 im elsässischen Straßburg geboren. Nach dem Abitur 1964 an einem naturwissenschaftlichen Gymnasium in Bremen leistete er als Reserveoffizieranwärter seinen Wehrdienst beim Panzeraufklärungsbataillon 3 in Lüneburg ab. Als Reserveoffizier erreichte er den Rang eines Oberst der Reserve. Er diente u. a. als Kommandeur des Panzerbataillons 524 (teilgekadert) in Lingen. Seine letzten Wehrübungen absolvierte er als Chef des Stabes des Bundeswehrkommandos USA und Kanada in Reston/Virginia.
Von 1966 bis 1971 studierte er Politische Wissenschaft, Öffentliches Recht und Geschichte an der Universität Hamburg und der Albert-Ludwigs-Universität Freiburg und wurde 1971 Magister Artium. Von 1975 bis 1976 war er Wissenschaftlicher Assistent am Lehrstuhl von Wilhelm Hennis an der Universität Freiburg, bei dem er 1976 auch mit der Dissertation Opposition im Bundestag. Ihre Funktionen, institutionellen Handlungsbedingungen unter dem Verhalten der CDU/CSU-Fraktion in der 6. Wahlperiode 1969–1972 zum Dr. phil. promoviert wurde.
Hans-Joachim Veen ist evangelisch, verheiratet mit Marliese Veen, geborene Schmidt, und hat mit ihr zwei Kinder (Stephan und Ulrich). Er arbeitete viele Jahre als stellvertretender Direktor (ab 1978) und schließlich Direktor (1983–1999) des Sozialwissenschaftlichen Forschungsinstituts der Konrad-Adenauer-Stiftung und machte sich einen Namen als Wahl- und Parteienforscher und in der wissenschaftlichen Politikberatung. Ab 2000 leitete er in der Stiftung das Projekt „Demokratie- und Parteienentwicklung in Osteuropa“. Mit diesem Projekt bereitete er den Weg für die systematische Parteienförderung der Konrad-Adenauer-Stiftung in jungen Demokratien und ist in diesem Feld bis heute aktiv tätig. Von 1994 bis 1995 war er Lehrstuhlvertreter für Vergleichende Regierungslehre an der Universität Trier; seither ist er dort Honorarprofessor.
Von 2002 bis Ende November 2014 war Veen Gründungsvorsitzender der Stiftung Ettersberg in Weimar. Die Stiftung ist der europäischen Diktaturforschung und der Aufarbeitung der SED-Diktatur gewidmet. Seit ihrer Erweiterung 2012 ist sie auch Träger der Gedenk- und Bildungsstätte Andreasstraße, einer ehemaligen Untersuchungshaftanstalt des Ministeriums für Staatssicherheit am Domplatz in Erfurt. Von 2007 bis 2009 war Veen Vorsitzender des Thüringer Landesbeirats Gewaltprävention. Von 2009 bis 2012 moderierte Veen den Geschichtsverbund Thüringen. Arbeitsgemeinschaft zur Aufarbeitung der SED-Diktatur. Von 2008 bis 2017 war er Vorsitzender des wissenschaftlichen Beratungsgremiums beim Bundesbeauftragten für die Unterlagen des Staatssicherheitsdienstes der ehemaligen DDR. 2014 wurde er in die Expertenkommission des Deutschen Bundestages zur Zukunft der Behörde des Bundesbeauftragten für die Unterlagen des Staatssicherheitsdienstes der ehemaligen DDR berufen. Seit 2017 ist er Mitglied des Beirats der Stiftung Gedenkstätte Berlin-Hohenschönhausen (seit 2019 stellvertretender Vorsitzender).

## Auszeichnungen
- 1993: Bundesverdienstkreuz am Bande (für die Verdienste um den Aufbau der Politik-, Wirtschafts- und Geschichtswissenschaft an den Universitäten in den neuen Ländern mittels eines mehrjährigen Gastprofessorenprogramms)

## Schriften (Auswahl)
Monografien und Aufsätze
- Opposition im Bundestag. Ihre Funktionen, institutionellen Handlungsbedingungen und das Verhalten der CDU/CSU-Fraktion in der 6. Wahlperiode 1969–1972. Bonn 1976 (= Schriftenreihe der Bundeszentrale für Politische Bildung, Bd. 113).
- Parteienstaat und Abgeordnetenfreiheit. Zur Diskussion um das imperative Mandat. München 1976.
- Wandel im Kommunismus? 1979.
- mit Walter Jaide: Bilanz der Jugendforschung. Ergebnisse empirischer Analysen in der Bundesrepublik Deutschland von 1975–1987. Paderborn 1989.
- mit Jürgen Hoffmann: Die Grünen zu Beginn der neunziger Jahre. Profil und Defizite einer fast etablierten Partei. Bonn 1992.
- et al.: Eine Jugend in Deutschland? Orientierungen und Verhaltensweisen der Jugend in Ost und West. Opladen 1994.
- Innere Einheit – aber wo liegt sie?, in: APuZ B 40–41 (1997).
- Die Entwicklung der Parteiensysteme in den postkommunistischen EU-Beitrittsländern – eine vergleichende Analyse ihrer Errungenschaften und Defizite. In: KAS-Auslandsinformationen, 7/2005.
- mit Karsten Grabow, Wilhelm Hofmeister: Parteienzusammenarbeit und Parteienförderung der Konrad-Adenauer-Stiftung. Leitfaden für die internationale Zusammenarbeit. Köln 2008.
- Thälmann grüßt weiter. Das politische Erbe des Kommunismus im vereinten Deutschland, in: Die Politische Meinung Nr. 546, Sept./Okt. 2017.
- Beziehungskrise zum „Normalbürger“. Wie die Volksparteien revitalisiert werden können, in: Die Politische Meinung, Nr. 552, Sept./Okt. 2018.
- Herrschaft auf Zeit. Amtszeitbegrenzungen – die demokratische Komponente des Gewaltenteilungsprinzips, in: Gewaltenteilung. Grundsätzliches - Historisches - Aktuelles, hrsg. von Tilman Mayer und Paul-Ludwig Weinacht, Stuttgart 2021.

Herausgeberschaften
- Gewerkschaften in der Demokratie Westeuropas. 1983.
- Wohin entwickelt sich die Sowjetunion? 1984.
- mit Elisabeth Noelle-Neumann: Wählerverhalten im Wandel. Bestimmungsgründe, gesellschaftliche Trends, Forschungsanwendung am Beispiel der Bundestagswahl 1987. Paderborn 1991.
- Christlich-demokratische und konservative Parteien in Westeuropa . 5 Bände. Paderborn 1983–2000.
- mit anderen: Opposition und Widerstand in der SED-Diktatur. Berlin (Propyläen) 2000.
- Nach der Diktatur. Demokratische Umbrüche in Europa – 12 Jahre später. Köln/Weimar/Wien 2003.
- Die abgeschnittene Revolution. Der 17. Juni 1953 in der deutschen Geschichte. Köln/Weimar/Wien 2004.
- Alte Eliten in jungen Demokratien? Wechsel, Wandel und Kontinuität in Mittel- und Osteuropa. Köln/Weimar/Wien 2004.
- mit Peter März: Woran erinnern? Der Kommunismus in der deutschen Erinnerungskultur. Köln/Weimar/Wien 2006.
- mit Ulrich Mählert, Peter März: Wechselwirkungen Ost-West. Dissidenz, Opposition und Zivilgesellschaft 1975–1989. Köln/Weimar/Wien 2007.
- mit Ulrich Mählert, Franz-Josef Schlichting: Parteien in jungen Demokratien. Zwischen Fragilität und Stabilisierung in Ostmitteleuropa. Köln/Weimar/Wien 2008
- mit Peter März, Franz-Josef Schlichting: Kirche und Revolution.Das Christentum in Ostmitteleuropa vor und nach 1989. Köln/Weimar/Wien 2009
- mit Hendrik Hansen: Aufarbeitung totalitärer Erfahrungen und politische Kultur, Die Bedeutung der Aufarbeitung des SED-Unrechts für das Rechts- und Werteverständnis im wiedervereinigten Deutschland. Politisches Denken Jahrbuch 2009. Berlin 2009
- mit Peter März, Franz-Josef Schlichting: Die Folgen der Revolution. 20 Jahre nach dem Kommunismus. Köln/Weimar/Wien 2010
- mit Volkhard Knigge, Ulrich Mählert, Franz-Josef Schlichting: Arbeit am europäischen Gedächtnis. Diktaturerfahrung und Demokratieentwicklung. Köln/Weimar/Wien 2011
- Zwischenbilanzen. Thüringen und seine Nachbarn nach 20 Jahren. Köln/Weimar/Wien 2012.